# Anna Stokholm
Anna Stokholm (* 19. März 1988 in Frederiksberg) ist eine dänische Schauspielerin.

## Leben und Karriere
Stokholm wurde am 19. März 1988 in Frederiksberg geboren. Sie besuchte die Dänische Scenekunstschule. Ihr Debüt gab sie 2011 in dem Film Klassefesten.  Anschließend spielte sie 2018 in Sygeplejeskolen mit. Außerdem wurde sie 2019 für die Serie 10 år senere gecastet. Im selben Jahr trat Stokholm in Minkavlerne auf.
Unter anderem war sie 2020 in dem Film De forbandede år zu sehen. Sie ist mit dem Schauspieler Simon Stenspil liiert.

## Filmografie
- 2011: Klassefesten
- 2018: Sygeplejeskolen (Fernsehserie)
- 2019: 10 år senere (Fernsehserie)
- 2019: Minkavlerne (Fernsehserie)
- 2020: De forbandede år
- 2020: Alle for fire
- 2020: Pigerne fra Englandsbåden